# المنجم (بني كيل)
المنجم هي إحدى مشيخات المملكة المغربية، تتبع جغرافيا لإقليم فكيك وإداريًا لبني كيل. يقدر عدد سكانها بـ 881 نسمة حسب الإحصاء الرسمي للسكان والسكنى لسنة 2004.